# برج القناطر

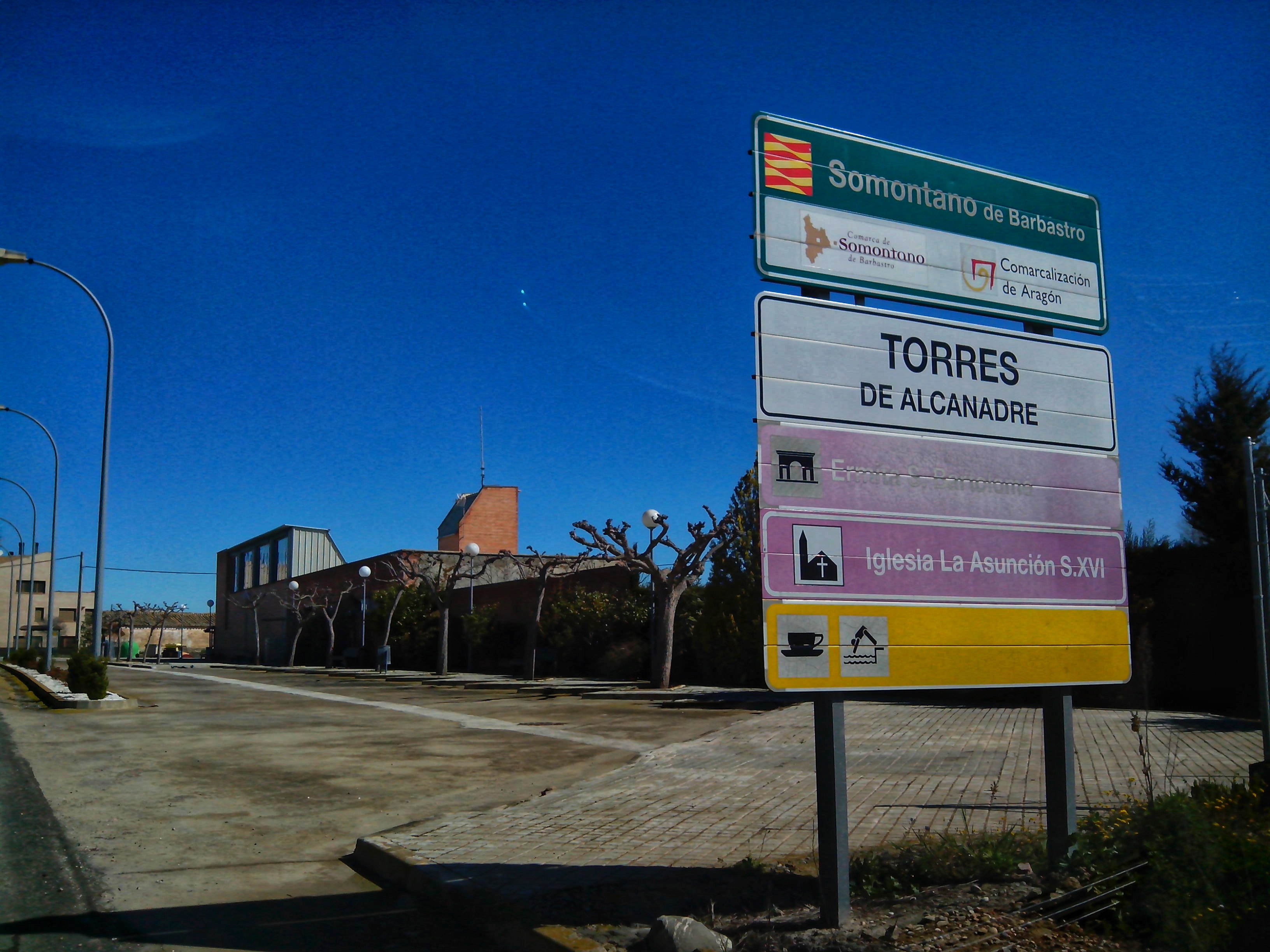
برج القناطر

برج القناطر هي بلدية تقع في مقاطعة وشقة في أرغون بإسبانيا . بلغ عدد سكان البلدية 92 نسمة وفقًا لتعداد 2018 (INE).